# Queen's Pier

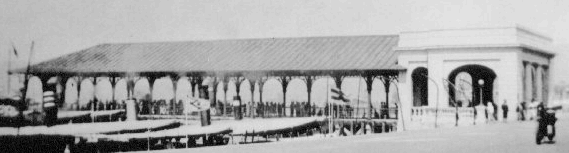
ca. 1930

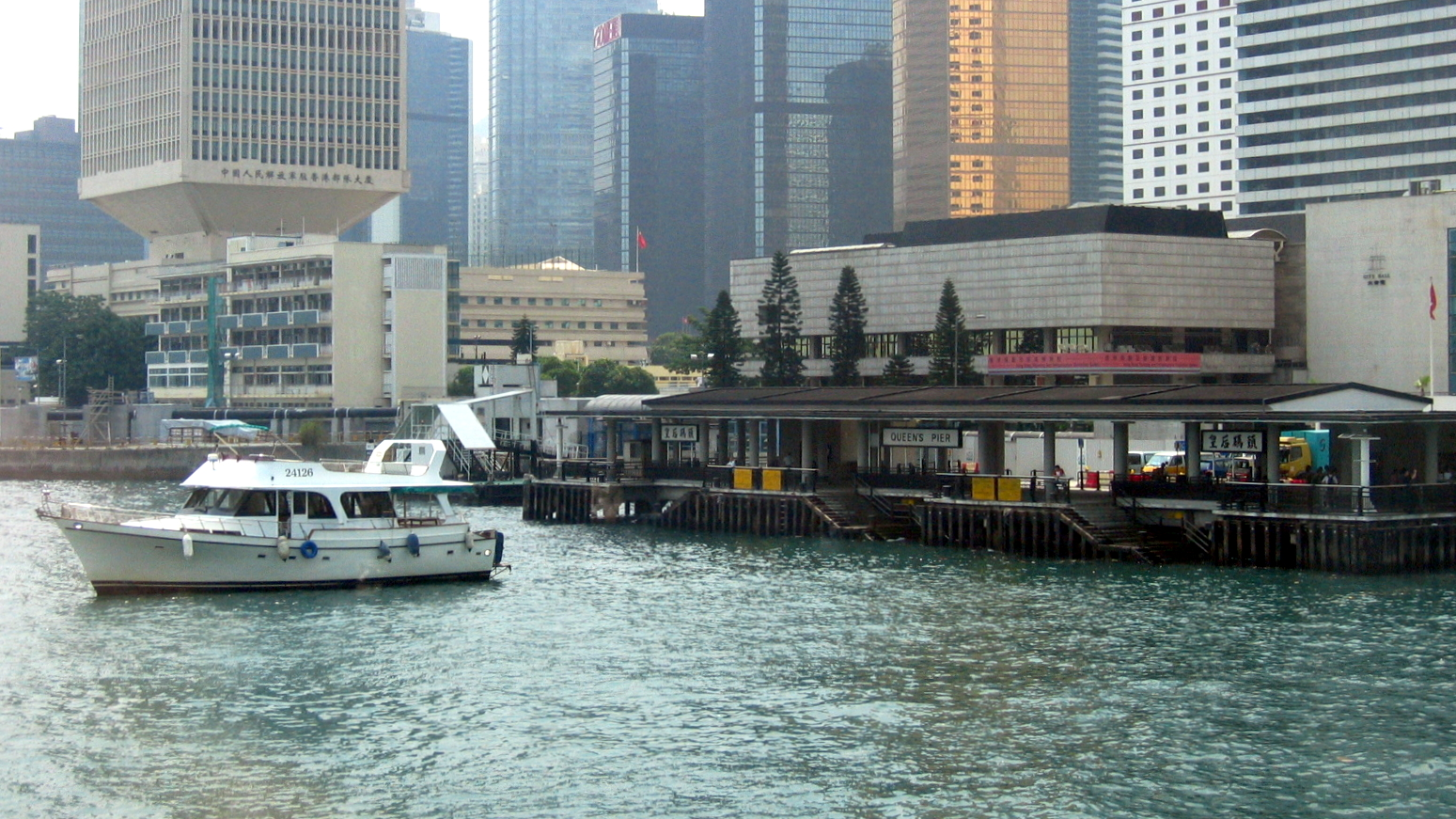
2006

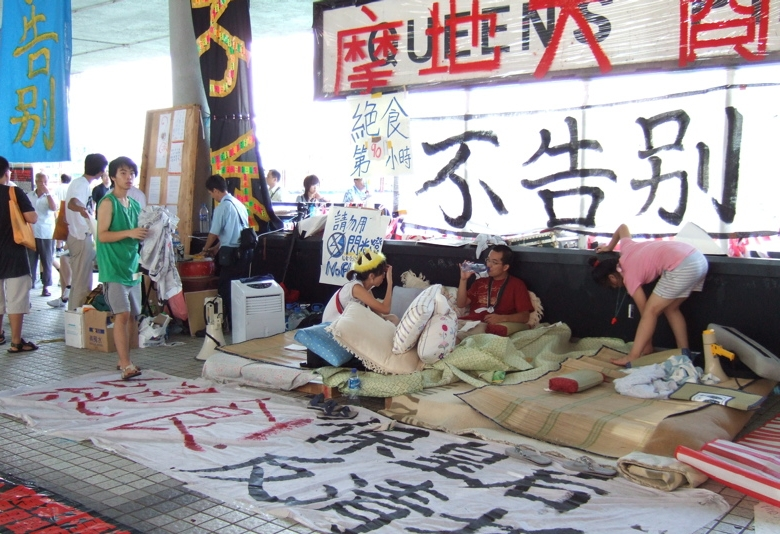
Hongerstakers

Queen'skade of Queen's Pier was een overdekte kade in het noorden van Hongkong-eiland. Het werd in 1925 gebouwd en lag voor het Hongkongse stadhuis. De naam Queen verwijst naar wijlen koningin Victoria van het Verenigd Koninkrijk. De kade is in het verleden meerdere malen gebruikt als achtergrond van Hongkongse films en televisieseries.
De kade werd dagelijks gebruikt en had ook een ceremoniële functie. Alle Britse hoogwaardigheidsbekleders die Hongkong bezochten, kwamen aan op deze kade. De kade van 1925 werd in 1954 gesloopt omdat de zeekustlijn verschoven werd door inpoldering. De kade verschoof hierdoor een paar meter richting de zee. Het nieuwe overdekte kadegebouw is in moderne utilitariaanse stijl gebouwd. Het werd officieel geopend door Maurine Grantham, de vrouw van de Hongkongse gouverneur Alexander Grantham, in juni 1954.
Vanwege verdere inpoldering van het zeegebied, werd op 26 april 2007 de kade gesloten door de overheid. Niet lang daarna werd de aangrenzende Star Ferrykade ook gesloten. Veel mensen die de Queen'skade wilden behouden voerden hardnekkig protest door zich onder andere vast te ketenen aan de hekken van de kade en deden aan hongerstaking. Ze ondernamen juridische stappen tegen de sloop. Maar ze kregen geen gelijk van de rechter en in februari 2008 werd het gebouw uiteindelijk toch gesloopt.
De Hongkongse lokale overheid is van plan om de kade te herbouwen aan de nieuwe kustlijn na de inpoldering.